# 장가용
장가용(張家鏞, 1935년 9월 20일~2008년 1월 19일)은 대한민국의 외과 의사, 의학자, 대학 교수, 기독교인, 인도주의자이자이다. 본관은 안동(安東)이다.

## 이력
외과 의사 장기려(張起呂) 의학박사의 둘째아들로 일제강점기 경성부에서 출생하였으며 지난날 한때 평안북도 선천에서 잠시 유아기를 보낸 적이 있는 그는 1938년 이후 평안북도 용천에서 성장하였다. 한국 전쟁 때 아버지 장기려를 따라 남하하였으며 그 후 서울대학교 의과대학을 나온 그는 동 의과대학원에서 의학석사 및 의학박사 학위를 취득하였다. 육군 군의무관 소령으로 예편하였고 제주대학교 의과대학장과 서울대학교 의과대학 명예교수를 지냈다.

### 학력
- 서울대학교 의과대학 의학사 (외과 전공)
- 서울대학교 의과대학원 의학석사·의학박사

### 가족
이화여자대학교 의과대학을 졸업한 안과 의사였던 부인 윤순자 여사와의 사이에 슬하 1남 1녀를 두었다. 중앙대학교 의과대학을 나온 장여구 예비역 육군 군의관 대위 겸 의학 교수도 조부 장기려와 부친 장가용의 뒤를 이어 외과 의사로 일하고 있다.

### 상훈
- 대한민국 녹조근정훈장(2001)